# Асасіо (1937)
Асасіо (Asashio, яп. 朝潮) — ескадрений міноносець Імперського флоту Японії, який брав участь у Другій світовій війні.
Корабель, який став першим серед есмінців типу «Асасіо», спорудили у 1937 році на верфі ВМФ у Сасебо.
На момент вступу Японії до Другої світової війни «Асасіо» належав до 8-ї дивізії ескадрених міноносців, яка 2 грудня 1941-го прибула з Японії до Мако (важлива база ВМФ на Пескадорських островах у південній частині Тайванської протоки). 4 грудня «Асасіо» вийшов з Мако у складі охорони загону великих артилерійських кораблів (2 лінкори та 2 важкі крейсери) адмірала Кондо, що мав забезпечувати загальне прикриття сил вторгнення до Малаї та на Філіппіни. Це завдання есмінець виконував до 24 грудня, причому внаслідок сприятливого розвитку операції загін так і не вступив у бій (після виходу в море британських лінкорів HMS Prince of Wales та HMS Repulse сили Конде почали готуватись до перехоплення, проте для знищення ворога вистачило самої авіації).
31 грудня 1941-го «Асасіо» вийшов з Мако для супроводу Третього малайського транспортного конвою із 56 транспортів (всього для його охорони залучили 14 есмінців та легкий крейсер), що прямував до Сінгори (наразі Сонгкхла) в одній з найпівденніших провінцій Сіаму, неподалік від кордону британської Малаї. Втім, есмінець супроводжував транспорти лише на початковому етапі та 5 січня 1942-го прибув до Гонконгу (Третій малайський досягнув пункту призначення 8 січня).
11 січня 1942-го «Асасіо» разом з іншими кораблями своєї дивізії вийшов з Гонконгу для супроводу конвою з військами, що рушив до Давао (цей порт на півдні філіппінського острова Мінданао японський десант захопив ще 20 грудня). Надалі 8-му дивізію залучили до наступу з півдня Філіппін на східну частину Нідерландської Ост-Індії.
29 січня 1942-го «Асасіо» та ще 11 есмінців тієї ж ескадри разом з флагманським кораблем — легким крейсером «Дзінцу» рушили зі стоянки Бангка для прикриття сил висадки на острів Амбон, десантування на який почалось у ніч проти 31 січня. Бої з союзними силами в цьому районі затягнулись на кілька діб і лише 3 лютого острів узяли під повний контроль.
6 лютого 1942-го «Асасіо» вийшов із затоки Старінг-Бей на південно-східному півострові острова Целебес із завданням супроводити транспорти з десантом для висадки у Макассарі на південно-зхаідному півострові Целебеса (всього загін охорони включав 11 есмінців та легкий крейсер). Висадка в Макассарі успішно відбулася в ніч проти 9 лютого.
17 лютого 1942-го «Асасіо» та три інші есмінці дивізії вийшли з Макассару, забезпечуючи безпосередній супровід двох транспортів, що мали висадити десант на острові Балі. Крім того, легкий крейсер та 3 есмінці складали загін дистанційного прикриття. В ніч на 19 лютого відбулась вдала висадка на південному сході острова, проте ворожа авіація змогла уразити один з транспортів, який відбув у супроводі двох есмінців. «Асасіо» разом з есмінцем «Осіо» залишились чекати, коли завершить вантажні операції другий транспорт. Близько опівночі їх атакували ворожі кораблі, при цьому в перших фазах бою «Асасіо» успішно провів зіткнення з крейсером та цілим рядом есмінців і потопив нідерландський есмінець«Піт Хейн» та пошкодив американський есмінець «Стюарт» («Осіо» з певного моменту йшов за «Асасіо», проте його внесок на цьому етапі зіткнення був обмежений). У третій фазі бою «Асасіо» та «Осіо» безрезультатно випустили торпеди по нідерландському легкому крейсеру Tromp, після чого кілька хвилин вели з ним артилерійську дуель та досягли низки влучань. Сам «Асасіо» отримав одне влучання, що призвело до легких пошкоджень та загибелі 4 членів екіпажу. Зворотний відхід залучених у операції кораблів затягнувся, оскільки було необхідно вести на буксирі есмінець «Мітісіо», який встиг до місця бою в останній момент, але встиг отримати серйозні пошкодження. «Асасіо» разом з есмінцем «Ненохі» (належав до загону дистанційного прикриття, який після бою приєднався до 8-ї дивізії) забезпечував прикриття цієї операції. Хоча унаслідок авіанальотів у денний період «Мітісіо» отримав ще важчі пошкодження, проте загону все-таки вдалось 20 лютого дійти в повному складі до Макассару.
Враховуючи важкі пошкодження двох есмінців дивізії (в бою при Балі також сильно постраждав "Осіо), її не залучили до операції з вторгнення на схід Яви, яка відбулась наприкінці лютого 1942-го. У березні «Асасіо» пройшов із Макассару до Йокосуки, куди прибув 25 числа. В Японії есмінець провів місяць, а 24 квітня разом з іншим боєздатним кораблем 8-ї дивізії рушив на південь до району Маніли, в околицях якої ще тримався американський гарнізон. Тут кораблі взяли участь у операції з блокади та захоплення Коррехідору — острівної фортеці на вході до Манільської бухти, яка впала 6 травня. 13 травня есмінці рушили до Куре.
22—26 травня 1942-го «Асасіо» та інший есмінець дивізії «Арасіо» супроводили 4 важкі крейсери з Куре до Гуаму (Маріанські острови), звідки цей загін невдовзі вирушив у межах мідвейської операції, маючи завдання забезпечувати дистанційне прикриття транспортів з військами. 4 червня японське ударне авіаносне з'єднання зазнало катастрофічної поразки в битві при Мідвеї, що призвело до скасування операції. У цей же день два важкі крейсери, які перебували під охороною 8-ї дивізії, зіткнулись та отримали пошкодження, що змусило їх повертатись на базу із зменшеною проти звичайного швидкістю. «Асасіо» та інший есмінець склали супровід «Могамі» та «Мікума» (двом іншим важким крейсерам, що пішли вперед, виділили додатковий ескорт), при цьому загін ще кілька діб перебував у радіусі дії ворожої авіації. 6 червня під час чергового нальоту «Асасіо» був уражений бомбою, внаслідок чого загинуло 22 особи. Втім, есмінець зміг продовжувати виконувати завдання та разом з «Могамі» та «Арасіо» рятував екіпаж «Мікуми», який того ж дня був нарешті добитий американською авіацією. Далі есмінці супроводжували лише «Могамі», котрий 14 червня зміг дістатись атола Трук у центральній частині Каролінських островів (ще до війни тут створили потужну базу японського ВМФ, з якої до лютого 1944-го провадили операції у цілому ряді архіпелагів). Після аварійного відновлення, проведеного за допомогою ремонтного судна «Акасі», есмінець 29 червня — 9 липня прямував до Сасебо, де «Асасіо» пройшов повноцінне відновлення.
У вересні 1942-го «Асасіо» залучили до ескортування, при цьому спершу він супроводив конвой з Йокосуки на атол Джалуїт (Маршаллові острови), а після повернення ескортував на першій ділянці маршруту від Йокосуки до Сайпану (Маріанські острови) конвой, остаточним пунктом призначення якого був Рабаул — головна передова база в архіпелазі Бісмарка, з якої провадились операції на Соломонових островах та Новій Гвінеї.
Станом на другу половину жовтня 1942-го став до ладу після ремонту «Мітісіо», після чого його та «Асасіо» спрямували до Меланезії, де вже кілька місяців тривала битва за Гуадалканал. 22—30 жовтня ці кораблі пройшли з Японії до Рабаулу, а вже невдовзі були на якірній стоянці Шортленд (прикрита групою невеликих островів Шортленд акваторія біля південного завершення острова Бугенвіль, де зазвичай відстоювались легкі бойові кораблі та перевалювались вантажі для відправлення їх далі на схід). Тут «Асасіо» залучили до роботи «токійського експреса» — доставки підкріплень та припасів у зону активних бойових дій за допомогою швидкісних військових кораблів і 5 та 8 листопада він здійснив виходи до Гуадалканалу у складі великої групи есмінців.
Тим часом японське командування готувало проведення до острова великого конвою з підкріпленнями (що в підсумку вилилось у вирішальну битву надводних кораблів біля Гуадалканалу). За японським задумом, напередодні підходу транспортів два лінкори мали провести артилерійський обстріл аеродрому Гендерсон-Філд (за місяць до того така операція була здійснена доволі вдало), втім, у ніч проти 13 листопада біля Гуадалканалу цей загін перестріло американське з'єднання із крейсерів та есмінців, яке зазнало значних втрат, проте зірвало обстріл аеродрому. Як наслідок, був екстрено сформований інший загін для обстрілу аеродрома, а також загін дистанційного прикриття, який включав 2 важкі та 1 легкий крейсер під охороною «Асасіо» та ще одного есмінця. У ніч проти 14 листопада відбувся обстріл, а вже у денний час при відході від острова японські кораблі стали ціллю для літаків. Сам «Асасіо» не отримав пошкоджень, проте охороняв легкий крейсер «Ісудзу», швидкість ходу якого знизилась через ураження бомбами.
Невдовзі розпочався наступ союзників на район Буни-Гони на східному узбережжі півострова Папуа і 16—17 листопада 1942-го «Асасіо» та ще 2 есмінці здійснили перехід з Шортленду до Рабаулу, а потім вийшли в рейс на Нову Гвінею. Вранці 18 лютого під час розвантаження в Буні один з есмінців загону — «Умікадзе» зазнав серйозних пошкоджень від авіації, після чого «Асасіо» узяв його на буксир та 21 листопада все-таки зміг довести до Рабаула. У наступні кілька тижнів «Асасіо» щонайменше двічі виходив у транспортні рейси до Буни — 1 та 8. Останній рейс у підсумку був скасований через дії ворожої авіації, причому «Асасіо» на певний час навіть втратив хід через близький вибух біля корми.
18 грудня 1942 «Асасіо» разом зі ще одним есмінцем здійснив рейс для доставки підкріплень з Рабаулу до Фіншхафену на Новій Гвінеї (на східному завершенні півострова Хуон). Невдовзі корабель перейшов на Шортленд, звідки 24—29 грудня прямував на Трук, маючи на буксирі есмінець «Мітісіо» (був пошкоджений авіацією ще 13 листопада, коли виходив у складі загону, який мав бомбардувати Гендерсон-Філд), при цьому охорону забезпечував есмінець «Амагірі».
7—12 січня 1943-го «Асасіо» разом зі ще 4 есмінцями супроводив авіаносець, лінкор та важкий крейсер з Труку до Японії, після чого пройшов тут доковий ремонт. Рівно через місяць, 7—12 лютого, «Асасіо» охороняв ескортний авіаносець «Чуйо» під час його переходу з Йокосуки на Трук.
13—17 лютого 1943-го «Асасіо» разом з конвоєм пройшов з Труку до Рабаула, а 21—24 лютого здійснив транспортний рейс до Мадангу (на північному узбережжі півострова Хуон) та назад.
Невдовзі «Асасіо» залучили до великої конвойної операції з доставки підкріплень та припасів на Нову Гвінею для гарнізону Лае (у глибині затоки Хуон). 28 лютого 1943-го конвой полишив Рабаул та порямував на захід, а в період з 1 по 4 березня був повністю розгромлений ворожою авіацією в битві у морі Бісмарка. 3 березня «Асасіо» намагався врятувати моряків з танкера «Нодзіма» та есмінця «Арасіо», але сам був уражений численними бомбами та затонув протягом 15 хвилин, при цьому загинула більшість екіпажу.